# Telegraph
Telegraph är en låt av den brittiska synthpop-gruppen Orchestral Manoeuvres in the Dark utgiven 1983. Den var den andra singeln från albumet Dazzle Ships och nådde 42:a plats på brittiska singellistan.
Låten spelades ursprungligen in 1981 och övervägdes att ingå på albumet Architecture & Morality. Originalversionen var inspirerad av Andy McCluskeys starka motvilja mot politik och religion men detta tema tonades ned i den senare version. Telegraph planerades som den första singeln från Dazzle Ships men då gruppen inte var nöjda med mixen valdes i stället Genetic Engineering som förstasingel från albumet.

## Utgåvor
7" singel Virgin Records VS 580 och 7" bildskiva VSY 580
1. "Telegraph" (Paul Humphreys/Andy McCluskey) – 2:57
2. "66 and Fading" (Humphreys/McCluskey) – 6:31

12" singel Virgin Records VS 580-12
1. "Telegraph" (extended version) (Humphreys/McCluskey) – 5:53
2. "66 and Fading" (Humphreys/McCluskey)